# Expédition 24 (ISS)
Insigne de la mission
Équipage de l'expédition 24
Chronologie
Expédition 23 Expédition 25
L'Expédition 24  est le 24e roulement de l'équipage permanent de la Station spatiale internationale (ISS).

## Équipage
| Fonction           | Première Partie (avril à septembre 2010)                | Seconde Partie (juin 2010 à novembre 2010)              |
| ------------------ | ------------------------------------------------------- | ------------------------------------------------------- |
| Commandant         | Alexander Alexandrovitch Skvortsov, RSA 1er vol spatial | Alexander Alexandrovitch Skvortsov, RSA 1er vol spatial |
| Ingénieur de vol 1 | Mikhail Korniyenko, RSA 1er vol spatial                 | Mikhail Korniyenko, RSA 1er vol spatial                 |
| Ingénieur de vol 2 | Tracy Caldwell, NASA 2e vol spatial                     | Tracy Caldwell, NASA 2e vol spatial                     |
| Ingénieur de vol 3 |                                                         | Fiodor Iourtchikhine, RSA 3e vol spatial                |
| Ingénieur de vol 4 |                                                         | Shannon Walker, NASA 1er vol spatial                    |
| Ingénieur de vol 5 |                                                         | Douglas H. Wheelock, NASA 2e vol spatial                |

SourceNASA,

## Sorties extra-véhiculaires
Deux sorties extravéhiculaires (EVA) étaient initialement planifiées, une russe et une américaine. L'EVA américaine a été replanifiée, et deux autres EVA américaines sont planifiées pour réparer une pompe à ammoniaque cassée du système de refroidissement de l'ISS.
1. 27 juillet 2010 - Mikhail Korniyenko et Fyodor Yurchikhin, 6 heures et 42 minutes
2. 7 août 2010 - Douglas Wheelock et Tracy Caldwell Dyson, les astronautes de la NASA effectuent une sortie de 8 heures et 3 minutes[3], la plus longue sortie extra-véhiculaire effectuée par une équipe de l'ISS. Une fuite d'ammoniac les oblige à stopper le démontage de la pompe[4].
3. 11 août 2010 - Douglas Wheelock et Tracy Caldwell Dyson, 7 heures et 26 minutes. Cette sortie de réparation permet de canaliser la fuite puis de retirer la pompe défaillante[4].
4. 16 août 2010 - Douglas Wheelock et Tracy Caldwell Dyson, 7 heures et 20 minutes. La pompe de rechange a été remplacée avec succès.

Total : 29 heures et 31 minutes

## Galerie

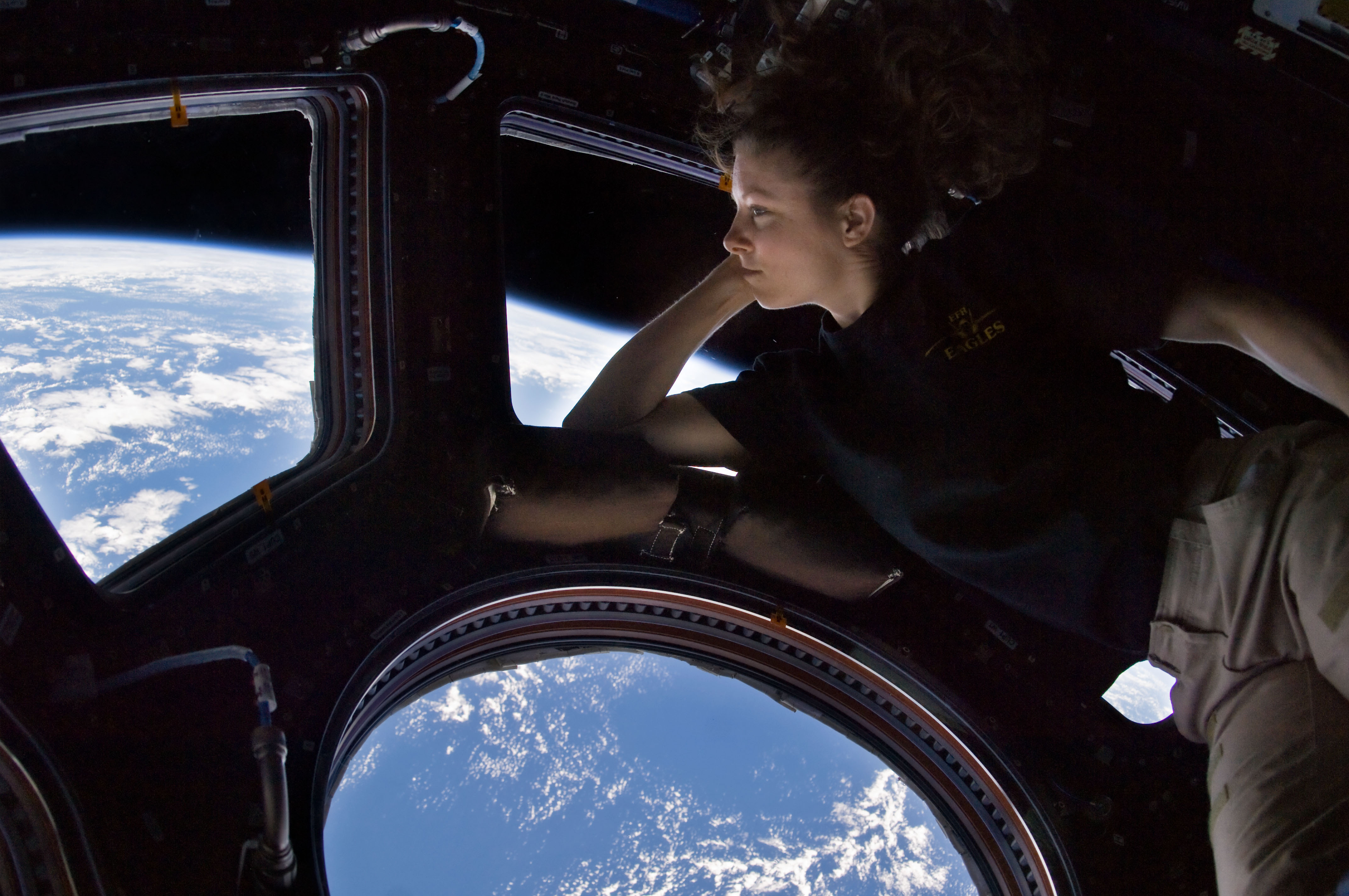
Autoportrait de l'astronaute américaine Tracy Caldwell dans le module Cupola de la station spatiale internationale observant la Terre en contrebas au cours de l'expédition 24